# نبرد بولج (فیلم)

تبلیغ نمایش فیلم «نبرد بولج» با عنوان فارسی «برای پیروزی» در سینما ایفل تهران

نبرد بولج (انگلیسی: Battle of the Bulge) فیلمی به کارگردانی کن آناکین محصول سال ۱۹۶۵ میلادی در ایالات متحده آمریکا است. فیلم نبرد بولج در ایران با عنوان «برای پیروزی» دوبله و نمایش داده شده است. این فیلم بر اساس یکی از خون‌بارترین جنگهایی است در جریان جنگ جهانی دوم از ۱۶ دسامبر ۱۹۴۴ تا ۲۵ ژانویه ۱۹۴۵ در جنگلهای فشرده آردن، منطقه‌ای بین بلژیک و لوکزامبورگ رخ داد. به این جنگ تهاجم آردن یا نبرد آردن نیز گفته می‌شود.

## بازیگران
- هنری فوندا
- رابرت شاو
- رابرت رایان
- چارلز برانسون
- پیر آنجلی
- تلی ساوالاس
- جورج مونتگومری
- دانا اندروز
- جیمز مک‌آرتور
- باربارا ورل
- دونالد پیکرینگ
- رابرت وودز

## نمایش فیلم در ایران
فیلم «برای پیروزی» با عنوان اصلی نبرد بولج، برای بار نخست در تاریخ پنج‌شنبه ۲۲ اردیبهشت ۱۳۵۶ در سینما ایفل تهران نمایش داده شد. این فیلم جایگزین نمایش مجدد فیلم «برهنه تا ظهر با سرعت» در سینما ایفل تهران شد.
فیلم «برای پیروزی»، پس از دو هفته نمایش در تهران، در سینما ایفل در تاریخ چهارشنبه ۴ خرداد ۱۳۵۶ جای خود را به فیلم ایتالیایی پرستار کمرباریک داد  .